# Dębowiec Wielki
Dębowiec Wielki – wieś w Polsce, położona w województwie łódzkim, w powiecie pajęczańskim, w gminie Strzelce Wielkie.
| SIMC    | Nazwa      | Rodzaj    |
| ------- | ---------- | --------- |
| 0145833 | Magdalenka | część wsi |
| 0145840 | Pod Lasem  | część wsi |

W latach 1975–1998 miejscowość administracyjnie należała do województwa częstochowskiego.